# 奥莉加·伊里尼奇娜·乌里扬诺娃

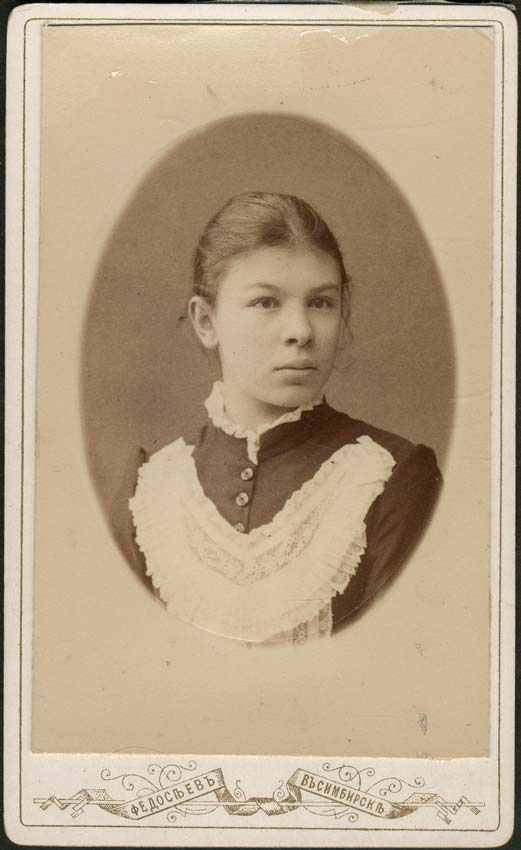
1887年的奥莉加·乌里扬诺娃

奥莉加·伊里尼奇娜·乌里扬诺娃（俄语：Ольга Ильинична Ульянова；1871年11月16日—1891年5月20日）是弗拉基米尔·列宁的妹妹。她出生在一个富裕的中产阶级家庭。1882年，她的家族被提升为世袭贵族。她在学业上表现出色，原计划成为一名教师，但由于她的兄弟、革命者亚历山大·乌里扬诺夫有案底，她未能如愿。后来，她获得一份资质证明，得以入读圣彼得堡的别斯图热夫课程；在那里，她学习了法语、德语、英语、瑞典语、意大利语和拉丁语，以及数学、物理和绘画。她曾希望完成学业后从事医学工作，但在抵达圣彼得堡6个月后，因感染伤寒去世。